# Yelena Prokhorova
Yelena Vladimirovna Prokhorova  (Kemerovo, 16 de abril  de 1978) é uma ex-atleta russa, campeã mundial e medalhista olímpica do heptatlo.
Conquistou a medalha de ouro no Campeonato Mundial de Atletismo de 2001 em Edmonton, Canadá. No ano anterior foi medalha de prata nos Jogos de Sydney 2000.
Em 2005 Prokhorova foi suspensa por um ano pela IAAF por testar positivo para doping num teste feito fora de competição.